# Głębosz

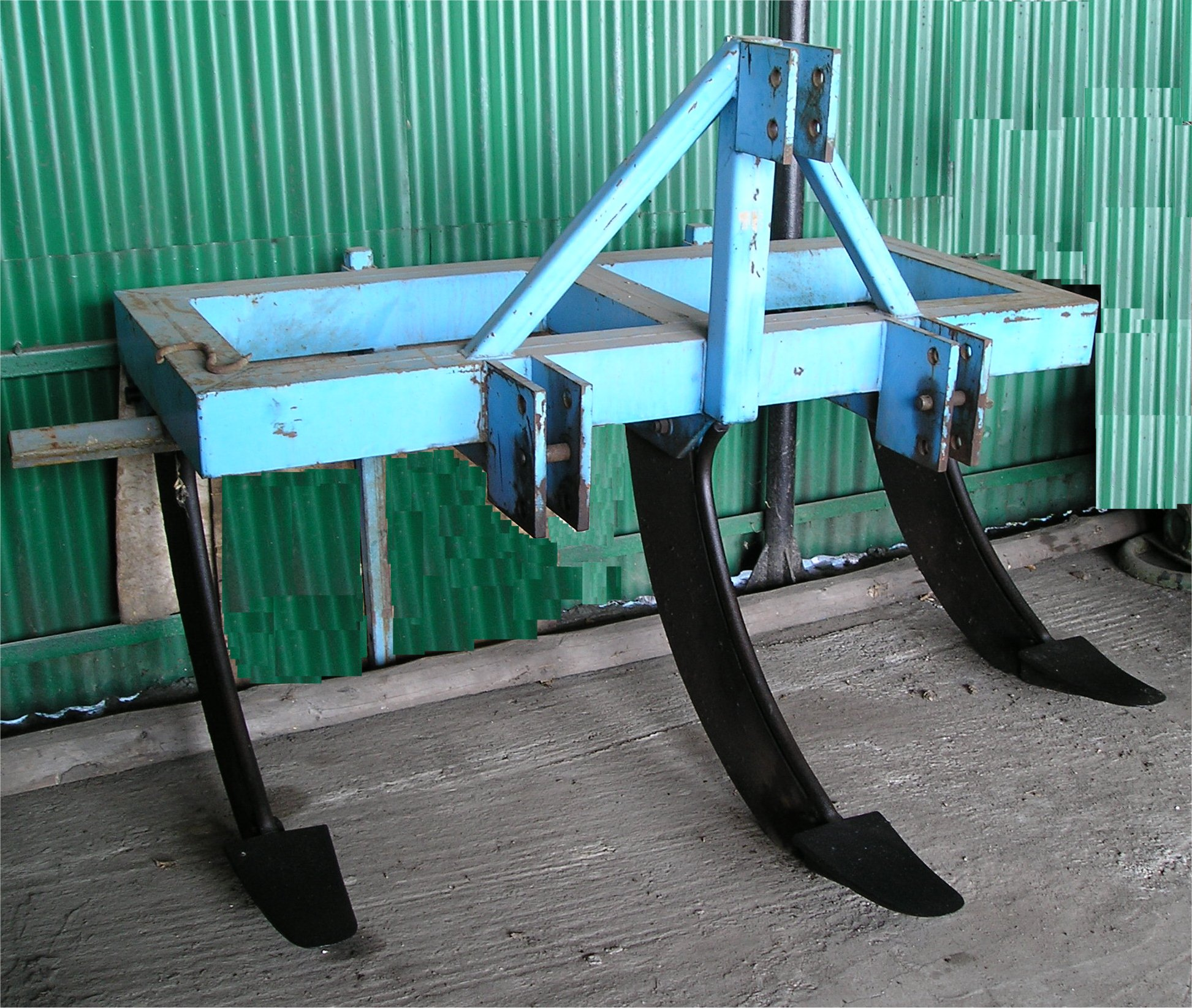
Głębosz trójzębowy

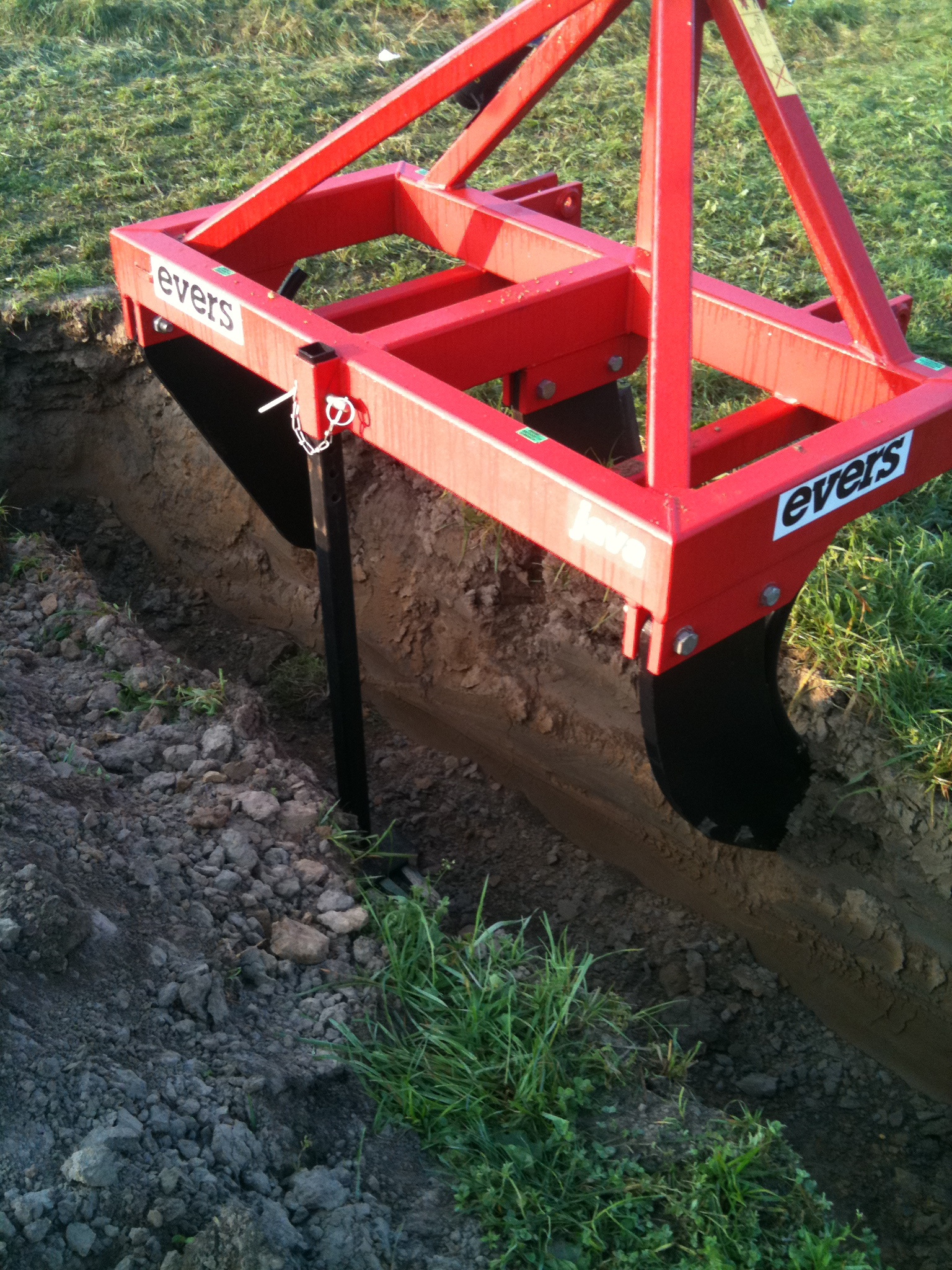
Głębokość spulchniania gleby przez głębosz

Głębosz – narzędzie lub maszyna do uprawy specjalnej o głębokości większej niż 40 cm zwanej głęboszowaniem.
Zespołem roboczym głębosza są zęby (jeden lub kilka) zakończone dłutami. Spotykane są głębosze bierne i aktywne. U głębosza aktywnego dłuta w czasie pracy wykonują ruch postępowy i oscylujący, a biernego tylko ruch postępowy. W głęboszach aktywnych poszczególne zęby są napędzane od wału odbioru mocy ciągnika.
Głębosz stosowany do kruszenia i spulchniania gleby w celu polepszenia jej właściwości fizycznych i biologicznych. Spulchnia niewzruszoną przez orkę warstwę gleby, dopowietrza ją i umożliwia lepsze przesiąkanie wody, co sprzyja rozwojowi korzeni roślin. Przesłanką do wykonania tego zabiegu są pojawiające się wiosną i po obfitych opadach długo utrzymujące się na polach zastoiska wodne.